# Blechroneromia anthosyne
Blechroneromia anthosyne là một loài bướm đêm trong họ Geometridae.